# Schinostethus jii
Schinostethus jii là một loài bọ cánh cứng trong họ Psephenidae. Loài này được Lee, Jäch & Yang miêu tả khoa học đầu tiên năm 1998.